# Umberto Tramma
Umberto Tramma (Napoli, 24 novembre 1931 – Roma, 1º novembre 2000) è stato un vescovo cattolico italiano.

## Biografia
Umberto Tramma nacque a Napoli il 24 novembre 1931.

### Formazione e ministero sacerdotale
Compì gli studi ecclesiastici nel seminario arcivescovile di Napoli e si laureò in diritto canonico presso la Pontificia università "San Tommaso d'Aquino" con una tesi intitolata "Alcool, droga e consenso matrimoniale".
Il 27 maggio 1954 fu ordinato presbitero per l'arcidiocesi di Napoli. In seguito fu docente di diritto canonico in seminario, parroco della basilica di San Giorgio Maggiore a Napoli, vicario giudiziale del tribunale ecclesiastico campano, commissario della Congregazione per il culto divino e la disciplina dei sacramenti e difensore del vincolo del Tribunale della Rota Romana dal 15 ottobre 1987.
Il 15 novembre 1977 gli venne conferito il titolo di cappellano di Sua Santità e il 28 febbraio 1986 fu promosso a prelato d'onore di Sua Santità.

### Ministero episcopale
Il 23 giugno 1990 papa Giovanni Paolo II lo nominò vescovo di Nola. Ricevette l'ordinazione episcopale il 9 settembre successivo nella basilica cattedrale metropolitana di Santa Maria Assunta a Napoli dal cardinale Michele Giordano, arcivescovo metropolita di Napoli, co-consacranti l'arcivescovo di Capua Luigi Diligenza e il vescovo di Ischia Antonio Pagano.
Il 23 maggio 1992 accolse in diocesi papa Giovanni Paolo II.
Il consiglio episcopale permanente della Conferenza episcopale italiana, riunitosi a Roma il 21 giugno 1995, lo nominò membro della commissione per i problemi giuridici. Lasciò questo ufficio dopo il trasferimento nella Curia romana.
Il 18 febbraio 1999 lo stesso pontefice lo nominò membro della Congregazione per il clero per un quinquennio.
Il 25 marzo 1999 il papa lo nominò segretario aggiunto del Pontificio consiglio per l'interpretazione dei testi legislativi per un quinquennio.
In seguito divenne anche giudice esterno per un quinquennio del tribunale d'appello costituito presso il Vicariato di Roma.
Il 1º novembre 2000, mentre stava indossando le vesti liturgiche per prendere parte alla santa messa presieduta dal papa in piazza San Pietro nella solennità di Tutti i Santi, fu colpito da un malore. Venne trasportato al vicino ospedale di Santo Spirito dove morì poco dopo. Aveva 68 anni. Le esequie si tennero il giorno successivo nella chiesa di Sant'Anna dei Palafrenieri nella Città del Vaticano e il 3 novembre nella cattedrale di Santa Maria Assunta a Nola.

## Opere
- Umberto Tramma, Alcool, droga e consenso matrimoniale, Napoli, 1979,  pp. XIII, 89.
- Giuseppe De Rosa, Giustizia e servizio studi sul nuovo Codice di Diritto Canonico in onore di Giuseppe De Rosa, a cura di Umberto Tramma, Napoli, D'Auria, 1984,  p. 378.
- Umberto Tramma, L'officiale o vicario giudiziale: profilo storico-giuridico, 1984.
- con Rosalio José Castillo Lara e Sandro Gherro, Il diritto, alla difesa nell'ordinamento canonico: atti del XIX Congresso canonistico, Gallipoli-settembre, 1987, collana Studi giuridici, Città del Vaticano, Libreria Editrice Vaticana, 1987,  pp. XXIV, 18, ISBN 978-8820916510.
- Umberto Tramma, Perizie e periti, in Piero Antonio Bonnet e Carlo Gullo (a cura di), Il processo matrimoniale canonico, collana Annali di dottrina e giurisprudenza canonica, Città del Vaticano, Libreria Editrice Vaticana, 1988, ISBN 978-8820979393.
- Umberto Tramma, Se conoscessimo il dono di Dio! Lettera pastorale al clero e al popolo della diocesi di Nola, Napoli, L.E.R., 1992,  p. 35.

## Genealogia episcopale
La genealogia episcopale è:
- Cardinale Scipione Rebiba
- Cardinale Giulio Antonio Santori
- Cardinale Girolamo Bernerio, O.P.
- Arcivescovo Galeazzo Sanvitale
- Cardinale Ludovico Ludovisi
- Cardinale Luigi Caetani
- Cardinale Ulderico Carpegna
- Cardinale Paluzzo Paluzzi Altieri degli Albertoni
- Papa Benedetto XIII
- Papa Benedetto XIV
- Cardinale Enrico Enriquez
- Arcivescovo Manuel Quintano Bonifaz
- Cardinale Buenaventura Córdoba Espinosa de la Cerda
- Cardinale Giuseppe Maria Doria Pamphilj
- Papa Pio VIII
- Papa Pio IX
- Cardinale Alessandro Franchi
- Cardinale Giovanni Simeoni
- Cardinale Vincenzo Vannutelli
- Cardinale Giovanni Battista Nasalli Rocca di Corneliano
- Cardinale Marcello Mimmi
- Arcivescovo Giacomo Palombella
- Cardinale Michele Giordano
- Vescovo Umberto Tramma